# Sepideh Sedaghatnia
Sepideh Sedaghatnia (Shiraz, Iran, 1983) is een Iraans-Belgische sommelier en auteur.
Sedaghatnia groeide op in Isfahan, verliet Iran in 2001 samen met haar ouders en zus op 17-jarige leeftijd en belandde in Kasterlee in België. Ze volgde hotelschool in Geel en volgde een opleiding tot sommelier aan de Franse Université du vin, gevestigd in het kasteel van Suze-la-Rousse. Ze startte haar carrière als sommelier in enkele horecazaken in de Kempen. Ze werd vervolgens sommelier van het sterrenrestaurant 't Zilte in Antwerpen en werd in 2013 door GaultMillau verkozen tot Belgisch sommelier van het jaar 2014. Ze was van 2014 tot 2017 actief als jurylid voor de vier seizoenen van het VTM-programma 'Mijn Pop-uprestaurant'. 
In april 2015 opende ze in de wijk 't Zuid van Antwerpen een gastrobar Divin by Sepi. Via een webshop gekoppeld aan het restaurant verkoopt ze ook meerdere varianten kaviaar van een eigen merk, Divinity.
In december 2023 was ze een van de juryleden in het programma Vrede op aarde van Sven De Leijer.

## Privé
In juli 2021 werden zij en haar partner ouders van een dochtertje.